# Marius Colucci
Pour les articles homonymes, voir Colucci.
Marius Colucci, né le 16 octobre 1976 à Paris, est un acteur français. Il est l'un des deux fils de Coluche et de Véronique Kantor, avec son frère aîné Romain Colucci.

## Biographie

### Carrière
Fils cadet de l'humoriste Coluche (Michel Colucci), il décide en 1996 de s'inscrire à des cours professionnels de théâtre. Enfant, il avait manqué à plusieurs reprises l'occasion d'avoir de petits rôles ou de faire de la figuration dans des films où son père avait un rôle. C'est bien plus tard qu'il commencera sa carrière, et par des petits rôles[réf. nécessaire]. En 2006, il obtient le rôle de l'inspecteur Émile Lampion dans la mini-série Petits meurtres en famille. En 2009, il reprend son rôle en tant que l'un des deux personnages principaux de la série télévisée Les Petits Meurtres d'Agatha Christie toujours aux côtés d'Antoine Duléry en commissaire Larosière. En janvier 2012, les deux acteurs décident de quitter la série après onze épisodes.
À partir de 2015, après y avoir été invité, il devient chroniqueur régulier de l'émission de Charline Vanhoenacker sur France Inter, Si tu écoutes, j'annule tout.
Depuis 2012, il alterne figuration au cinéma, et de petits rôles secondaires, au cinéma, et à la télévision.
En 2025, un article de La Dépêche, consacré à Sarah Colucci, annonce leur mariage.

## Filmographie

### Cinéma
- 1989 : Cher frangin de Gérard Mordillat : Marius
- 1989 : J'aurais jamais dû croiser son regard de Jean-Marc Longval : Snoopy
- 1991 : Toujours seuls de Gérard Mordillat : Marius
- 2000 : Retour à la vie de Pascal Baeumler : Le jeune policier
- 2003 : Les Clefs de bagnole de Laurent Baffie : Un client du bar
- 2005 : Les Âmes grises d'Yves Angelo : Le soldat de la rixe
- 2005 : Bhaï-bhaï, court métrage d'Olivier Klein : Le policier étouffant à l'aéroport
- 2005 : La Belle au choix navrant, court métrage de Corinne Klomp et Pierre Leyssieux : Mathieu
- 2006 : Quatre étoiles de Christian Vincent : Employé de réception
- 2007 : Dix films pour en parler (campagne de courts métrages contre les violences conjugales)
- 2008 : De l'autre côté du lit de Pascale Pouzadoux : Le mari jaloux
- 2009 : Gamines d'Éléonore Faucher : Un moniteur de colo
- 2011 : Dog Sitting, court métrage de Yannick Privat et Sara Verhagen : Un jeune homme
- 2011 : Requista, court métrage de Julien Izard : Johnny
- 2012 : Populaire de Régis Roinsard : Lucien Echard
- 2014 : Calomnies de Jean-Pierre Mocky : Xavier
- 2016 : Joséphine s'arrondit de Marilou Berry :  Le pharmacien
- 2019 : Quand on crie au loup de Marilou Berry : Père de Victor
- 2020 : Mandibules de Quentin Dupieux : Gendarme

### Télévision
- 1996 : Pêcheur d'Islande, téléfilm de Daniel Vigne : Sylvestre
- 2004 : Courrier du cœur, téléfilm de Christian Faure : Sylvain
- 2005 : Une vie, téléfilm d'Élisabeth Rappeneau : Marius
- 2005 : L'Homme qui voulait passer à la télé, téléfilm d'Amar Arhab et Fabrice Michelin
- 2005 : La Famille Zappon, téléfilm d'Amar Arhab et Fabrice Michelin : Nicolas Zappon
- 2005-2006 : Inséparables (série télévisée) : Julien (2 épisodes: 1.01 et 1.03)
- 2006 : Petits meurtres en famille (mini-série) : Inspecteur Émile Lampion
- 2007 : Diane, femme flic (série télévisée) : Romain Maze (épisode 4.06: Bourreau de travail)
- 2008 : Une lumière dans la nuit, téléfilm d'Olivier Guignard : Henri Blin
- 2009 : Au siècle de Maupassant : Contes et nouvelles du XIXe siècle (série télévisée) : Alphonse Daudet (épisode 2.04: Les Trois Messes basses)
- 2009-2012 : Les Petits Meurtres d'Agatha Christie (série télévisée) : Inspecteur Émile Lampion (11 épisodes)
- 2011 : Mystère au Moulin Rouge, téléfilm de Stéphane Kappes : Armand Meyer
- 2013 : Cent pages blanches, téléfilm de Laurent Jaoui : Sacha
- 2014 : Interventions (série télévisée), de Eric Summer : Prespo
- 2014 : Mongeville, de Bruno Garcia : Florent Dentraygues (épisode 6)
- 2015 : Nos chers voisins fêtent les vacances : Simon
- 2016 - 2021 : Capitaine Marleau de Josée Dayan : Oscar Langevin (épisodes 2, 6 et 25)
- 2016 : Le Mec de la tombe d'à côté d'Agnès Obadia : Pierre
- 2017 : Quadras, série créée par Mélissa Drigeard et Vincent Juillet : Jackson
- 2019 : Connexion intime de Renaud Bertrand : Cyril
- 2020 : Joséphine, ange gardien, épisode Trois anges valent mieux qu'un ! : Vincent Bouvet
- 2022 : Syndrome E de Laure de Butler : Jérôme Becker
- 2022 : Rendez-vous avec le crime de Méliane Marcaggi : Alban

## Théâtre
- 2005 : Dernier rappel de Josiane Balasko, mise en scène de l'auteur, Théâtre de la Renaissance
- 2015 : Mini moi de Nicolas Haudelaine, mise en scène de l'auteur, Ciné 13 Théâtre